# Conservatorio Giorgio Federico Ghedini
Il Conservatorio Statale di Musica G.F. Ghedini, è un'università situata a Cuneo, al numero civico 19 di Via Roma.

## Storia
Nel 1864 il principale ente assistenziale a livello comunale, la Congregazione di Carità, decise di istituire per gli allievi dell'ospizio una scuola di strumenti a fiato, affidando l'insegnamento alla Guardia Nazionale di Cuneo.
Nello stesso anno il Comune la ampliò, istituendo una scuola comunale di canto e affidandone la direzione a Luigi Rossi di Parma, direttore della banda cittadina.
Dal 1998 il Conservatorio è intitolato a Giorgio Federico Ghedini.